# Overlangbroek

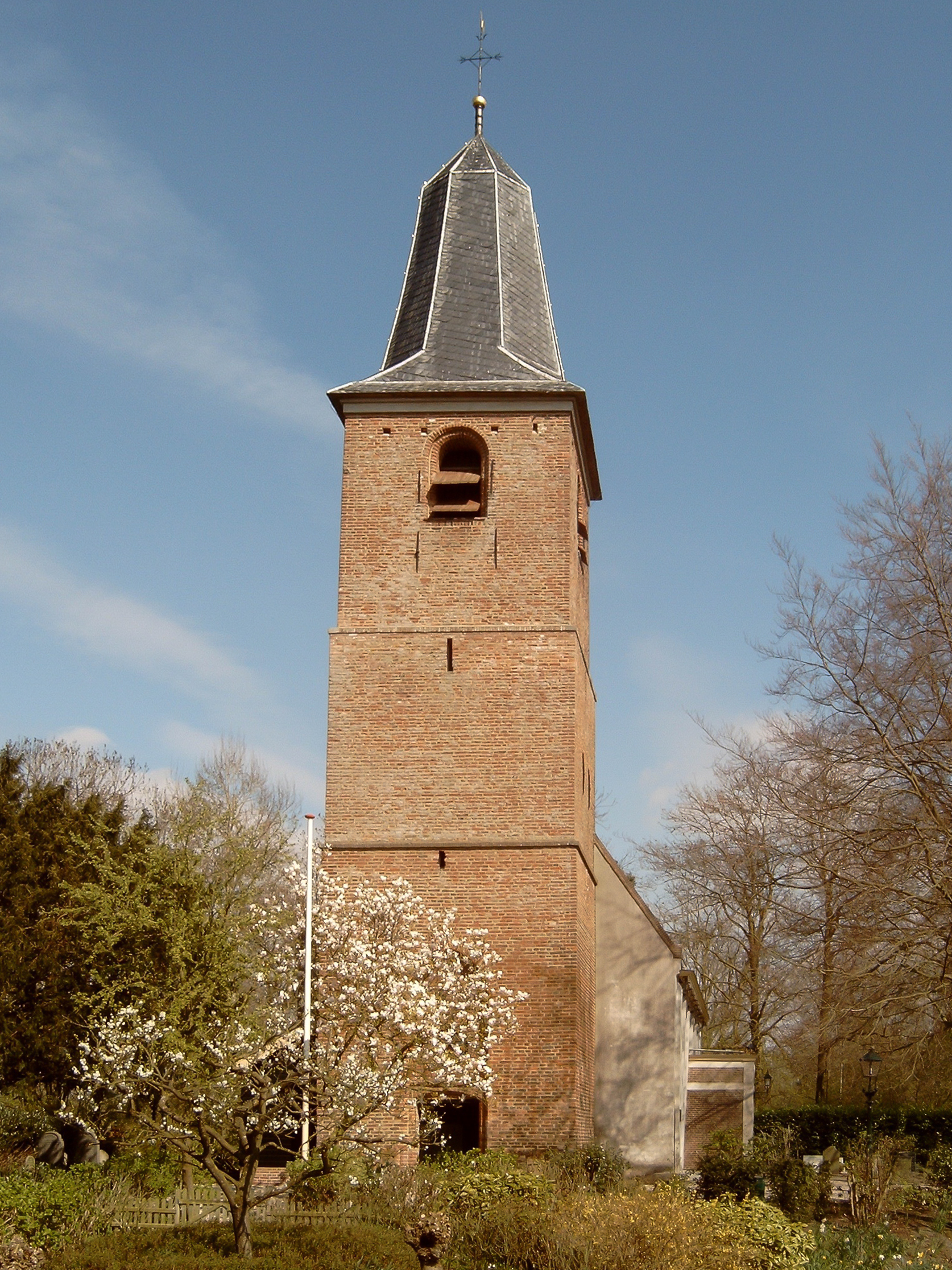
Hyacinthuskerk met afgeknotte torenspits.

Overlangbroek is een buurtschap in de gemeente Wijk bij Duurstede.
Overlangbroek ligt in de Zuidoosthoek van de gemeente Wijk bij Duurstede. Vanaf het prille begin vormde Overlangbroek een gerecht dat in het bezit was van de domproosdij van Utrecht. Pas in 1795 kwam er met de Bataafse omwenteling een eind aan die situatie. In de jaren daarna volgde er een serie administratieve wijzigingen tot op 1 januari 1812 de gemeente Langbroek ontstond uit de voormalige gerechten Overlangbroek, Nederlangbroek, Sterkenburg en Hardenbroek. Op 1 januari 1996 werd de gemeente Langbroek en dus ook Overlangbroek bij Wijk bij Duurstede gevoegd.
De hervormde Hyacinthuskerk dateert van het einde van de 14e eeuw, begin van de 15e eeuw. In de 19e eeuw is het koor van deze kerk gesloopt. Resteert het schip en de toren van de oorspronkelijke kerk. Het orgel is gebouwd omstreeks 1770. Het is in 2007 gerestaureerd. De bouwer ervan is waarschijnlijk Albertus van Os uit Vlissingen (17??-1773).
De naam van de kerk komt van de heilige Hyacinthus van Polen Hij was een geestelijke die behoorde tot de orde der Dominicanen (=predikheren) en bracht die orde naar Polen. Daar staan overigens twee kerkgebouwen met de naam Sint-Hyacinthuskerk. In Tiel staat een voormalige kloosterkapel met de naam Sint-Hyacinthuskapel. Die kapel hoorde bij een voormalig klooster, dat toebehoorde aan de orde der Dominicanen.
De oude (openbare) school, een gebouw uit 1913 is in gebruik als dorpshuis 'de Oude School' voor OverLangbroek. De school zelf is in 1984 verplaatst naar Nederlangbroek. Daar is de school vernoemd naar Piet de Springer, één van de verzetsnamen van Jan de Bloois die in NederLangbroek op 30 december 1944 door de Duitse SD werd doodgeschoten.
De overblijfselen van Kasteel Zuilenburg liggen direct ten oosten van de Hyacinthuskerk aan de noordkant van de Langbroekerwetering. In een lijst van ridderhofsteden uit het begin van de 17e eeuw werd het 'Klein Zuilenburg' genoemd, ter onderscheiding van het huis Zuilenburg of Ter Meer bij Maarssen.

## Over Overlangbroek
- Overlangbroek op de kaart gezet. Dorp, landschap en bewoners, waaronder een familie De Cruijff, Kees van Schaik, Uitgeverij Verloren, 2008[2]

Stad: Wijk bij Duurstede      Dorpen: Cothen · Langbroek

Buurtschappen: Den Oord · Dwarsdijk · Overlangbroek

Utrecht · Plaatsen in de provincie      Nederland · Provincies · Plaatsen in de provincie